# Kiriłł Pietrow
Kiriłł Andriejewicz Pietrow (ros. Кирилл Андреевич Петров; ur. 13 kwietnia 1990 w Kazaniu) – rosyjski hokeista, reprezentant Rosji.

## Kariera klubowa
- Ak Bars 2 Kazań (2005-2006, 2007-2009)
- Ak Bars Kazań (2006-2015)
  -  Nieftianik Almietjewsk (2008, 2009-2010)
  -  Bars Kazań (2009-2010)
  -  Jugra Chanty-Mansyjsk (2010-2011)
- Bridgeport Sound Tigers (2015)
- CSKA Moskwa (2015-2018)
- Awangard Omsk (2018-2019)
- Ak Bars Kazań (2019-)

Wychowanek szkoły UDO SDJuSSz przy klubie Ak Bars Kazań. Zawodnik tego klubu. W międzyczasie kariery był przekazywany do drużyny rezerwowej, zespołu juniorskiego w MHL (Bars), do klubu farmerskiego (Nieftianik) i innego klubu w KHL (Jugra). Od 2011 występował wyłącznie w zespole Ak Barsu. Pod koniec kwietnia 2014 przedłużył kontrakt z klubem o dwa lata. Od połowy 2015 zawodnik New York Islanders. Od października 2015 występował w zespole farmerskim Bridgeport Sound Tigers. Od grudnia 2015 ponownie zawodnik Ak Barsu, wkrótce potem wypożyczony do CSKA Moskwa. W maju 2018 przeszedł do Awangardu Omsk. W maju 2019 ponownie został zawodnikiem Ak Barsu, a latem 2020 przedłużył kontrakt o dwa lata.

## Kariera reprezentacyjna
Uczestniczył w turniejach mistrzostw świata juniorów do lat 18 edycji 2007, 2008, mistrzostw świata juniorów do lat 20 edycji 2009, 2010, zimowej uniwersjady edycji 2009, 2011, seniorskich mistrzostw świata w 2013.

## Sukcesy
Reprezentacyjne
- Złoty medal mistrzostw świata juniorów do lat 18: 2007
- Srebrny medal mistrzostw świata juniorów do lat 18: 2008
- Brązowy medal mistrzostw świata juniorów do lat 20: 2009
- Złoty medal zimowej uniwersjady: 2009

Klubowe
- Złoty medal mistrzostw Rosji: 2009, 2010 z Ak Barsem Kazań
- Puchar Gagarina – mistrzostwo KHL: 2009, 2010 z Ak Barsem Kazań
- Srebrny medal mistrzostw Rosji: 2015 z Ak Barsem Kazań, 2019 z Awangardem Omsk
- Finał KHL o Puchar Gagarina: 2015 z Ak Barsem Kazań, 2019 z Awangardem Omsk
- Brązowy medal mistrzostw Rosji: 2021 z Ak Barsem Kazań

Indywidualne
- Mistrzostwa świata do lat 18 w hokeju na lodzie mężczyzn 2008/Elita:
  - Najlepszy napastnik turnieju
  - Jeden z trzech najlepszych zawodników reprezentacji
- Mistrzostwa Świata Juniorów w Hokeju na Lodzie 2010/Elita:
  - Jeden z trzech najlepszych zawodników reprezentacji
- Kajotbet Hockey Games 2013:
  - Pierwsze miejsce w klasyfikacji asystentów turnieju: 2 asysty
  - Pierwsze miejsce w klasyfikacji kanadyjskiej turnieju: 3 punkty
  - Najlepszy napastnik turnieju
- KHL (2020/2021):
  - Czwarte miejsce w klasyfikacji strzelców w fazie play-off: 6 goli